# Wewł Rozowski
Welwel albo Wewł Rozowski w podziemiu używał także imienia Włodek (ur. ?, zm. 1943 w Warszawie) – żydowski działacz ruchu oporu w czasie II wojny światowej, działacz robotniczej partii żydowskiej Bund oraz organizacji Cukunft, dowódca oddziału bojowego Bundu podczas powstania w getcie warszawskim.

## Życiorys
Przed wybuchem wojny studiował na Uniwersytecie Warszawskim. Podczas wielkiej akcji deportacyjnej Żydów z getta warszawskiego do obozu zagłady w Treblince latem 1942 trafił wraz z grupą działaczy Bundu na Umschlagplatz. Deportowany, uciekł wraz z szóstką przyjaciół z pociągu. Rozowski wyłamał deski w oknie i pomógł przez nie wyjść między innymi rodzeństwu Błonesów. Po powrocie do getta uczestniczył w powstaniu. Dowódca grupy bojowej Żydowskiej Organizacji Bojowej (ŻOB) w szopie Roeicha przy ul. Smoczej 6 i 8. Według relacji Vladki Meed w jej książce „On Both Sides of the Wall. Memoirs from the Warsaw Ghetto”, Rozowski wraz ze Szlomo Szustrem wysadził w powietrze samochód wypełniony żołnierzami SS.
29 kwietnia 1943 przedostał się z getta, kanałami na stronę aryjską. Ukrywał się razem z ostatnim przywódcą ŻOB w powstaniu, Markiem Edelmanem. Wskutek szantażu Rozowski starał się zorganizować pieniądze na okup. Zadenuncjowany przez polskiego kolejarza, został zatrzymany i zamordowany w maju 1943.